# Smith County, Kansas
Smith County är ett administrativt område i delstaten Kansas, USA, med 3 853 invånare. Den administrativa huvudorten (county seat) är Smith Center.

## Geografi
Enligt United States Census Bureau har countyt en total area på 2 322 km². 2 319 km² av den arean är land och 3 km² är vatten.

### Angränsande countyn
- Webster County, Nebraska - nordost
- Jewell County - öst
- Osborne County - söder
- Rooks County - sydväst
- Phillips County - väst
- Franklin County, Nebraska - nordväst

### Orter
- Athol
- Cedar
- Gaylord
- Kensington
- Lebanon
- Smith Center (huvudort)